# عزلة أهل علي (مأرب)

تعديل مصدري - تعديل

عزلة أهل علي هي إحدى عزل مديرية بدبدة في محافظة مأرب اليمنية ويبلغ تعداد سكانها 4060 نسمة حسب التعداد السكاني في اليمن لعام 2004.

## روابط خارجية
- الجهاز المركزي للإحصاء بالجمهورية اليمنية
- المركز الوطني للمعلومات باليمن
- World Gazetteer:Yemen
- الدليل الشامل